# Alemania Oriental en los Juegos Olímpicos de Seúl 1988
Alemania Oriental estuvo representada en los Juegos Olímpicos de Seúl 1988 por un total de 259 deportistas que compitieron en 16 deportes.  
El portador de la bandera en la ceremonia de apertura fue el atleta Ulf Timmermann.

## Medallistas
El equipo olímpico de Alemania Oriental obtuvo las siguientes medallas:
| Nombre | Deporte            | Competición                    |
| --- | ------------------ | ------------------------------ |
| Oro |                    |                                |
| Ulf Timmermann | Atletismo          | Peso M                         |
| Jürgen Schult | Atletismo          | Disco M                        |
| Christian Schenk | Atletismo          | Decatlón M                     |
| Sigrun Wodars | Atletismo          | 800 m F                        |
| Martina Opitz-Hellmann | Atletismo          | Disco F                        |
| Petra Felke | Atletismo          | Jabalina F                     |
| Andreas Zülow | Boxeo              | Ligero (60 kg) M               |
| Henry Maske | Boxeo              | Medio (75 kg) M                |
| Lutz Heßlich | Ciclismo en pista  | Velocidad ind. M               |
| Olaf Ludwig | Ciclismo en ruta   | Ruta ind. M                    |
| Jan Schur Uwe Ampler Mario Kummer Maik Landsmann                                                                                    | Ciclismo en ruta   | Contrarreloj por eqs. M        |
| Holger Behrendt | Gimnasia artística | Anillas M                      |
| Joachim Kunz | Halterofilia       | 67,5 kg M                      |
| Uwe Daßler | Natación           | 400 m libre M                  |
| Kristin Otto | Natación           | 50 m libre F                   |
| Kristin Otto | Natación           | 100 m libre F                  |
| Heike Friedrich | Natación           | 200 m libre F                  |
| Kristin Otto | Natación           | 100 m espalda F                |
| Silke Hörner | Natación           | 200 m braza F                  |
| Kristin Otto | Natación           | 100 m mariposa F               |
| Kathleen Nord | Natación           | 200 m mariposa F               |
| Daniela Hunger | Natación           | 200 m estilos F                |
| Manuela Stellmach Daniela Hunger Katrin Meissner Kristin Otto                                                                       | Natación           | 4 × 100 m libre F              |
| Birte Weigang Silke Hörner Katrin Meissner Kristin Otto                                                                             | Natación           | 4 × 100 m estilos F            |
| Olaf Heukrodt | Piragüismo         | C1 500 m M                     |
| Birgit Fischer Anke Nothnagel | Piragüismo         | K2 500 m F                     |
| Heike Singer Birgit Fischer Anke Nothnagel Ramona Portwich                                                                          | Piragüismo         | K4 500 m F                     |
| Thomas Lange | Remo               | Scull ind. (M1x) M             |
| Roland Schröder Ralf Brudel Olaf Förster Thomas Greiner                                                                             | Remo               | Cuatro sin timonel (M4-) M     |
| Frank Klawonn Bernd Eichwurzel Bernd Niesecke Karsten Schmeling Hendrik Reiher (t)                                                  | Remo               | Cuatro con timonel (M4+) M     |
| Jutta Behrendt | Remo               | Scull ind. (W1x) F             |
| Birgit Peter Martina Schröter | Remo               | Doble scull (W2x) F            |
| Jana Sorgers Kerstin Förster Kristina Mundt Beate Schramm                                                                           | Remo               | Cuatro scull (W4x) F           |
| Martina Walther Gerlinde Doberschütz Birte Siech Carola Hornig Sylvia Rose (t)                                                      | Remo               | Cuatro con timonel (W4+) F     |
| Ute Stange Ute Wild Judith Zeidler Beatrix Schröer Annegret Strauch Ramona Balthasar Kathrin Haacker Anja Kluge Daniela Neunast (t) | Remo               | Ocho con timonel (W8+) F       |
| Axel Wegner | Tiro               | Skeet M                        |
| Jochen Schümann Thomas Flach Bernd Jäkel                                                                                            | Vela               | Soling M                       |
| Plata |                    |                                |
| Ronald Weigel | Atletismo          | 20 km marcha M                 |
| Ronald Weigel | Atletismo          | 50 km marcha M                 |
| Torsten Voss | Atletismo          | Decatlón M                     |
| Petra Müller | Atletismo          | 400 m F                        |
| Christine Wachtel | Atletismo          | 800 m F                        |
| Gloria Siebert | Atletismo          | 100 m vallas F                 |
| Silke Möller Kerstin Behrendt Marlies Göhr Ingrid Lange                                                                             | Atletismo          | 4 × 100 m F                    |
| Heike Daute | Atletismo          | Salto de longitud F            |
| Kathrin Neimke | Atletismo          | Peso F                         |
| Diana Gansky | Atletismo          | Disco F                        |
| Sabine John | Atletismo          | Heptatlón F                    |
| Andreas Tews | Boxeo              | Mosca (51 kg) M                |
| Carsten Wolf Steffen Blochwitz Roland Hennig Dirk Meier                                                                             | Ciclismo en pista  | Persecución por eqs. M         |
| Christa Luding-Rothenburger | Ciclismo en pista  | Velocidad ind. F               |
| Udo Wagner | Esgrima            | Florete ind. M                 |
| Ralf Büchner Holger Behrendt Ulf Hoffmann Sylvio Kroll Sven Tippelt Andreas Wecker                                                  | Gimnasia artística | Concurso completo por eqs. M   |
| Silvio Kroll | Gimnasia artística | Salto de potro M               |
| Dagmar Kersten | Gimnasia artística | Asimétricas F                  |
| Ingo Steinhöfel | Halterofilia       | 75 kg M                        |
| Sven Loll | Judo               | –71 kg M                       |
| Henry Stöhr | Judo               | +95 kg M                       |
| Frank Baltrusch | Natación           | 200 m espalda M                |
| Patrick Kühl | Natación           | 200 m estilos M                |
| Steffen Zesner Uwe Dassler Thomas Flemming Sven Lodziewski                                                                          | Natación           | 4 × 200 m libre M              |
| Heike Friedrich | Natación           | 400 m libre F                  |
| Astrid Strauß | Natación           | 800 m libre F                  |
| Katrin Zimmermann | Natación           | 200 m espalda F                |
| Birte Weigang | Natación           | 100 m mariposa F               |
| Birte Weigang | Natación           | 200 m mariposa F               |
| Andreas Stähle | Piragüismo         | K1 500 m M                     |
| Jörg Schmidt | Piragüismo         | C1 1000 m M                    |
| Olaf Heukrodt Ingo Spelly | Piragüismo         | C2 1000 m M                    |
| Birgit Fischer | Piragüismo         | K1 500 m F                     |
| Mario Streit Detlef Kirchhoff René Rensch (t)                                                                                       | Remo               | Dos con timonel (M2+) M        |
| Ralf Schumann | Tiro               | Pistola rápida de fuego 25 m M |
| Bronce |                    |                                |
| Jens-Peter Herold | Atletismo          | 1500 m M                       |
| Hansjörg Kunze | Atletismo          | 5000 m M                       |
| Hartwig Gauder | Atletismo          | 50 km marcha M                 |
| Heike Drechsler | Atletismo          | 100 m F                        |
| Heike Drechsler | Atletismo          | 200 m F                        |
| Ellen Fiedler | Atletismo          | 400 m vallas F                 |
| Dagmar Neubauer-Rübsam Sabine Busch Kirsten Emmelmann Petra Müller                                                                  | Atletismo          | 4 × 400 m F                    |
| Katrin Dörre | Atletismo          | Maratón F                      |
| Beate Koch | Atletismo          | Jabalina F                     |
| Anke Behmer | Atletismo          | Heptatlón F                    |
| Bernd Dittert | Ciclismo en pista  | Persecución ind. M             |
| Sven Tippelt | Gimnasia artística | Anillas M                      |
| Sven Tippelt | Gimnasia artística | Paralelas M                    |
| Holger Behrendt | Gimnasia artística | Barra fija M                   |
| Ulrike Klotz Bettina Schieferdecker Dörte Thümmler-Pawlak Gabriele Fähnrich Martina Jentsch Dagmar Kersten                          | Gimnasia artística | Concurso completo por eqs. F   |
| Ronny Weller | Halterofilia       | 110 kg M                       |
| Andreas Schröder | Lucha libre        | 130 kg M                       |
| Torsten Bréchôt | Judo               | –78 kg M                       |
| Uwe Daßler | Natación           | 1500 m libre M                 |
| Steffen Zesner Thomas Flemming Lars Hinneburg Dirk Richter                                                                          | Natación           | 4 × 100 m libre M              |
| Katrin Meißner | Natación           | 50 m libre F                   |
| Manuela Stellmach | Natación           | 200 m libre F                  |
| Anke Möhring | Natación           | 400 m libre F                  |
| Cornelia Sirch | Natación           | 100 m espalda F                |
| Cornelia Sirch | Natación           | 200 m espalda F                |
| Silke Hörner | Natación           | 100 m braza F                  |
| Daniela Hunger | Natación           | 400 m estilos F                |
| André Wohllebe | Piragüismo         | K1 1000 m M                    |
| André Wohllebe Hans-Jörg Bliesener Kay Bluhm Andreas Stähle                                                                         | Piragüismo         | K4 1000 m M                    |
| Steffen Zühlke Steffen Bogs Heiko Habermann Jens Köppen                                                                             | Remo               | Cuatro scull (M4x) M           |